# Ona gravitacional

Representació de l'ona gravitacional generada per dues estrelles de neutrons en òrbita recíproca.

En física, les ones gravitacionals són definides com a deformacions de l'espaitemps, creades per l'acceleració d'una massa en aquest, que es propaguen en forma d'ones a la velocitat de la llum. Albert Einstein en predigué l'existència el 1916 basant-se en la seva teoria de la relativitat general. Les ones electromagnètiques (pertorbacions dels camps elèctric i magnètic) són produïdes per partícules amb càrrega accelerades. D'igual manera, les ones gravitacionals són produïdes per masses accelerades. La producció eficaç d'ones gravitacionals requereix masses i acceleracions molt importants. Així doncs, les fonts d'ones gravitacionals són principalment sistemes astrofísics amb objectes massius i molt densos, com ara les estrelles de neutrons o els forats negres, que poden suportar acceleracions d'aquesta magnitud.

## Propietats de les ones gravitacionals
La principal propietat de qualsevol ona gravitacional, i això és el que les fa tan especials, és que tenen la capacitat d'estendre i estrènyer el propi espaitemps al seu pas. Això és degut al fet que no són pertorbacions que viatgen en l'espaitemps, sinó que són pertorbacions de l'espaitemps mateix. El sentit físic que te això és que si considerem dos punts A i B separats per una distància x, veurem que quan passa una ona gravitacional entre ells x augmenta sense que A ni B s'hagi mogut.
Una altra de les propietats característica que tenen és que la seva velocitat de propagació és igual a la velocitat de la llum. Això permet que puguem triangular la posició de la qual procedeix una ona gravitacional.
Les altres propietats depenen del sistema que les hagi emès. Tot i així, en tenim algunes propietats:
Un sistema en rotació (sistema binari o cos en rotació sobre si mateix) genera ones gravitacionals al doble del període d'una rotació. És a dir, en cada òrbita o rotació generen dues longituds d'ona. D'aquesta manera podem saber que el període (T) de les ones gravitacionals és la meitat del període de l'òrbita. Això significa que la freqüència serà el doble de gran que la de l'òrbita. Finalment també ens permet saber que la longitud d'ona {\displaystyle \lambda } serà: {\displaystyle \lambda =T*c}, on c és igual a la velocitat de la llum.
Per conèixer l'amplitud s'ha d'utilitzar una altra fórmula: {\displaystyle A={\frac {G}{c^{4}}}{\frac {dI^{2} \over d^{2}t}{r}}}. En aquesta forma G és la constant gravitacional de Newton, I és el moment d'inèrcia del cos i r és la distància a la qual et trobes respecte del cos que emet les ones. Com podem veure, hi ha la velocitat de la llum elevada a 4 en el denominador i G, que és molt petita, en el numerador. Això fa que el resultat de l'amplitud sigui molt petit pràcticament sempre.